# Circonscription de Kibet
Pour les articles homonymes, voir Kibet (homonymie).
La circonscription de Kibet est une des 121 circonscriptions législatives de l'État fédéré des nations, nationalités et peuples du Sud, elle se situe dans la Zone Silte. Son de 2005 à 2009 est Ahmed Hassen Abduselam.